# Johann Burchard
Johann Burchard, também escrito Johannes Burchart (c.1450-1506) foi um bispo católico alemão, protonotário apostólico pontificio, mestre de cerimônias e cronista nascido na Alsácia durante o Renascimento italiano.
Nascido em Niederhaslach, atual Bas-Rhin, França; de origem humilde, foi educado pelo Colegiado de St. Florent em Niederhaslach e, eventualmente, tornou-se secretário do bispo de Estrasburgo. Burchard foi ordenado sacerdote em 1476 e mudou-se para Roma em 1481.
É lembrado especialmente por sua Liber notarum, que é uma importante fonte histórica sobre a vida na corte dos papas do Renascimento.
Escreveu um diário muito preciso de todos os eventos no Vaticano, sendo uma das mais credíveis testemunhas da vida dissoluta do Papa Alexandre VI. Testemunhou também a morte de Rodrigo Borgia em 1503.